# Will Blalock
Pour les articles homonymes, voir Blalock.
William Anthony "Will" Blalock, né le 8 septembre 1983 à Boston, Massachusetts, est un joueur américain de basket-ball. Il évolue au poste de meneur.

## Clubs successifs
- 2003-2006 :  Cyclones d'Iowa State (NCAA).
- 2006-2007 :  Pistons de Détroit (NBA).
- 2007 :  Skyforce de Sioux Falls (D-League).
- 2007 :  Hapoël Migdal Jérusalem
- 2007-2008 :  Arsenal d'Anaheim (D-League)
- 2008-2009 :  Artland Dragons (BBL)
- 2009-2010 :  Red Claws du Maine (D-League)
- 2010 :  Bighorns de Reno (D-League)
- 2010-2011 :  Townsville Crocodiles (NBL)
- 2011 :  Mill Rats de Saint-Jean
- 2012 :  Bighorns de Reno (D-League)
- 2012 :  Huracanes del Atlantico
- 2012-2013 :  Bighorns de Reno (D-League)
- 2013 :  Mill Rats de Saint-Jean

## Statistiques

### Universitaires
Les statistiques en matchs universitaires de Will Blalock sont les suivants :
| Année     | Équipe     | Matches | Titul. | Min./m. | %tir | %3pts | %l-f | rbds/m. | pass/m. | int/m. | ctr/m. | pts/m. |
| --------- | ---------- | ------- | ------ | ------- | ---- | ----- | ---- | ------- | ------- | ------ | ------ | ------ |
| 2003-2004 | Iowa State | 33      | 28     | 30,7    | 39,8 | 43,5  | 70,1 | 2,76    | 4,06    | 1,58   | 0,12   | 7,55   |
| 2004-2005 | Iowa State | 30      | 30     | 36,9    | 40,5 | 26,4  | 78,7 | 3,30    | 4,87    | 2,00   | 0,13   | 12,27  |
| 2005-2006 | Iowa State | 30      | 30     | 35,8    | 44,7 | 39,8  | 65,9 | 3,90    | 6,13    | 2,17   | 0,07   | 15,37  |
| Total     |            | 93      | 88     | 34,3    | 42,1 | 36,5  | 72,2 | 3,30    | 4,99    | 1,90   | 0,11   | 11,59  |